# Гольциус, Хубрехт
Хубрехт Гольциус (нидерл. Hubrecht Goltzius; 30 октября 1526, Венло — 24 марта 1583, Брюгге) — фламандский рисовальщик, живописец, гравёр по меди, просветитель-гуманист, нумизмат, печатник и издатель. Двоюродный брат выдающегося художника-маньериста, рисовальщика и гравёра Хендрика Гольциуса.

## Семья Гольциусов
Хубрехт родился в семье Рутгера ван Вюрцбурга и Катарины Гольциус в ганзейском городке Венло, на правом берегу реки Маас (провинция Лимбург).
Рутгер ван Вюрцбург взял себе фамилию Гольциус (латинизированная форма имени «Goltz»), зарегистрировавшись в семье художников из Гелдерланда (провинция на востоке Нидерландов), которые называли себя Гольциусами. Брать женское имя было довольно распространено в немецких регионах (к которым в то время принадлежал Гелдерланд), особенно когда имя женщины было более известным. Рутгер, он же Гольциус, поселился в Венло в качестве мастера-строителя и живописца. Его тесть Хубрехт ван Хинсбек, он же Гольциус, был первым, кто приехал в Венло и был художником, как и его сын Ян Гольциус Первый. Его сыном был Ян Гольциус Второй, художник по стеклу, у которого, в свою очередь, было два сына: знаменитый в будущем гравёр Хендрик Гольциус и Якобус, который также стал рисовальщиком и гравёром.

## Биография Хубрехта Гольциуса
По данным «Книги о художниках» Арнольда Хоубракена, а также «Жизнеописаний» Карела ван Мандера в 1544 году Хубрехт поступил в Льеже учеником в мастерскую художника-романиста Ламберта Ломбарда. Его любовь к античности была привита ему учителем после того, как поездка в Рим в 1537—1538 годах уже сделала его «итальянцем». В Льеже он также изучил технику офорта.
В 1546 году Гольциус переехал в Антверпен и в апреле 1550 года приобрёл там дом. Он уже был женат на Элизабет Верхюлст, дочери художника из Мехелена. Её сестра Маргарета вышла замуж за Михила Кука, другая сестра Майкен Верхюлст — за Питера Кука ван Альста Старшего; у вышеупомянутого Питера Кука была дочь Мария (Майкен) от первого брака, которая в 1563 году вышла замуж за Питера Брейгеля Старшего.

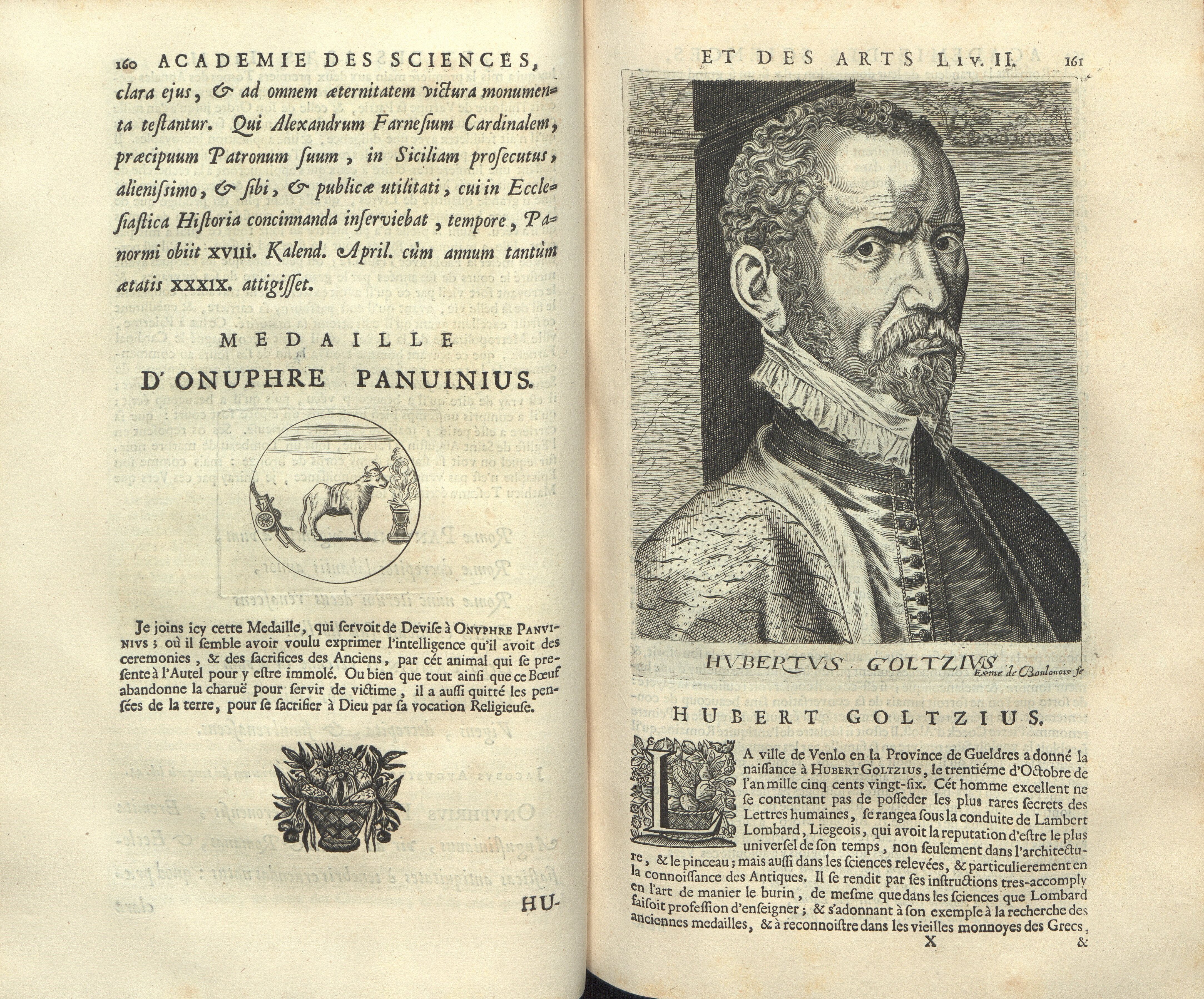
Академия наук и искусств, содержащая жизнеописания и исторические панегирики выдающихся людей [...] с их портретами, нарисованными с естественных оригиналов, и несколькими надгробными надписями, точно собранными из их могил / Исааком Буллартом [...]. 1682. Т.1

В семье Хубрехта Гольциуса было четверо детей: Марсель стал аптекарем, Сципион — рисовальщиком, Юлий — гравёром в издательстве Плантена (Officina Plantiniana), а об Аврелии ничего не известно. Сыновья были названы в честь знаменитых древнеримских правителей. Ещё в семье было три дочери.
Хубрехт Гольциус вначале был живописцем (единственная его достоверно известная работа — «Страшный суд», написанная для палаты городского совета Венло). Он также стал торговцем антиквариатом. Через Абрахама Ортелиуса, знаменитого картографа и издателя, Гольциус познакомился с Марком Лаурином Младшим, крупным коллекционером монет и медалей, который намеревался написать книгу об истории античной Греции и Рима, используя монеты в качестве исторических источников и иллюстративного материала. В 1558 году Гольциус и Марк Лаурин договорились опубликовать серию из девяти книг. Гольциус переехал жить в Брюгге со своей семьей, но сразу же отправился в двухлетнюю поездку, финансируемую Лаурином, во время которой он изучил около 950 мюнцкабинетов (нумизматических коллекций) антикваров Антверпена. Он приобрёл известность, когда вернулся в Брюгге с огромным количеством рукописей и рисунков и начал публиковать свои открытия в области древних монет.
В 1557 году в Антверпене издал книгу с описаниями портретных изображений римских императоров от Цезаря до Карла V и Фердинанда I («Vivae omnium fere imperatorum imagines a C. Julio Caes. usque ad Carolum V et Ferdinandum»).
Чтобы эффективнее выполнять их совместную работу Лаурин основал типографию, которой руководил Гольциус. С 1563 по 1566 год был напечатан ряд книг, например «Памятный приговор» (Arrest memorable) Лаурина-Гольциуса, так и друзей гуманистов. Например, Якоб Рейварт, ученик Яна Гелдриуса, опубликовал в период с 1563 по 1565 год четыре работы, одна из которых была посвящена Марку Лаурину, а именно «Ad leges duodecim tabularum liber uniqueis» (1563). В произведении Гольциуса «Юлий Цезарь, или История римских цезарей» (Iulius Caesar sive Historiae Imperatorum Caesarumque Romanorum,1563) Рейварт написал два латинских стиха, а Ян Гелдриус, школьный учитель латинского языка — эпиграмму «ad Romam».
Позднее Гольциус отправился в поездку по городам Германии. В 1576 году типография окончательно закрылась. Гольциус также подготовил издание «Сокровищница древностей» (Thesaurus rei antiquariae), напечатанное Плантеном в 1579 году.
Жена Гольциуса умерла в 1574 году. В 1582 году он женился на своей экономке Марии Винкс, но брак не оказался счастливым. Хубрехт Гольциус скончался в Брюгге и был похоронен в соборе Святого Донаса (Sint-Donaaskathedraal). В 1644—1645 годах издано трёхтомное собрание его сочинений — «Romanae et Grecae antiquitatis monumenta ex priscis numismatibus erata».
В Венло именем Гольциуса названа улица, в 1967—2000 годах действовал музей Гольциуса.

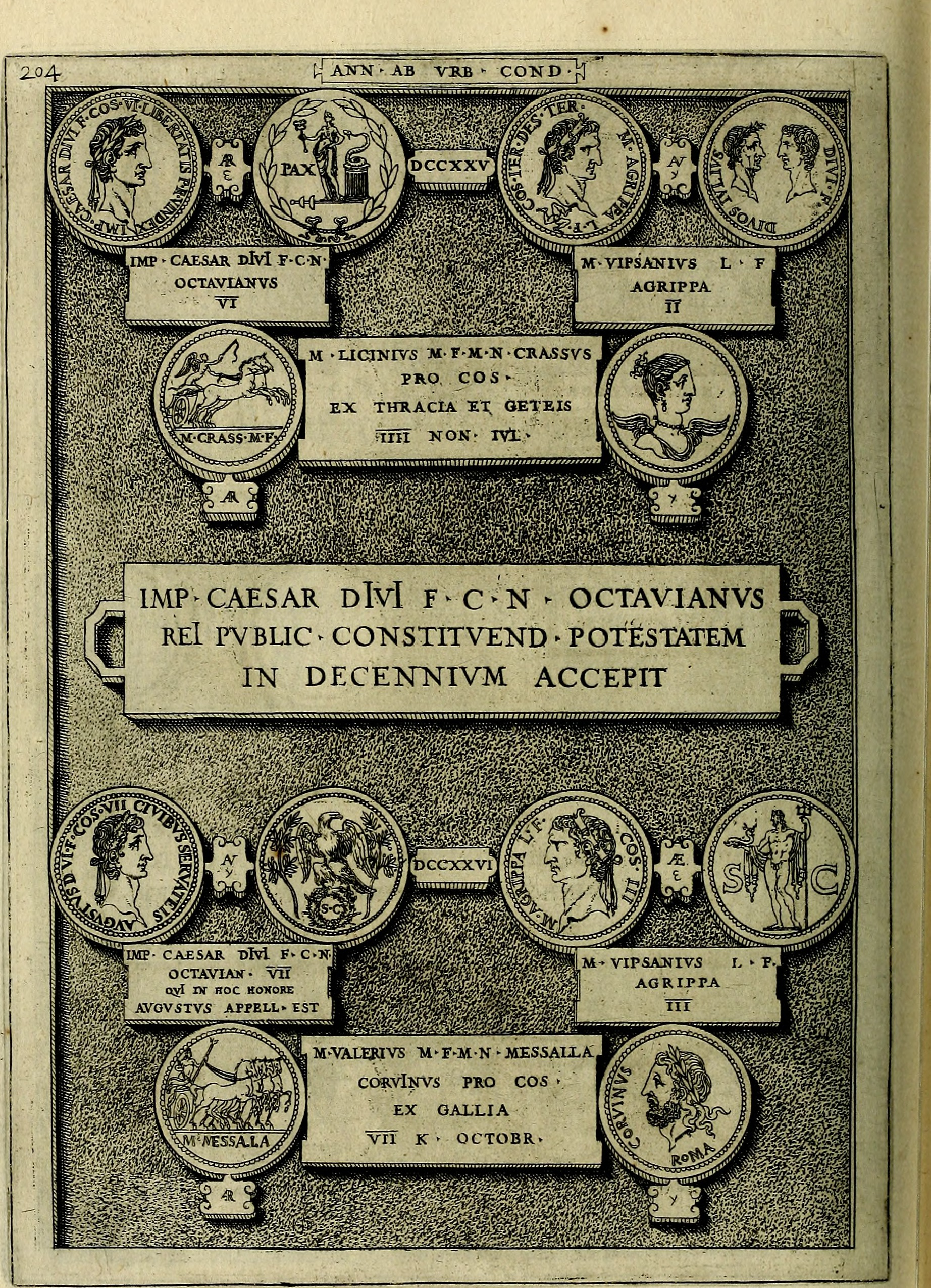
Romanae et Graecae antiqvitatis monvmenta, e priscis nvmismatibvs (Памятники римской и греческой древности по древним монетам, 1645)
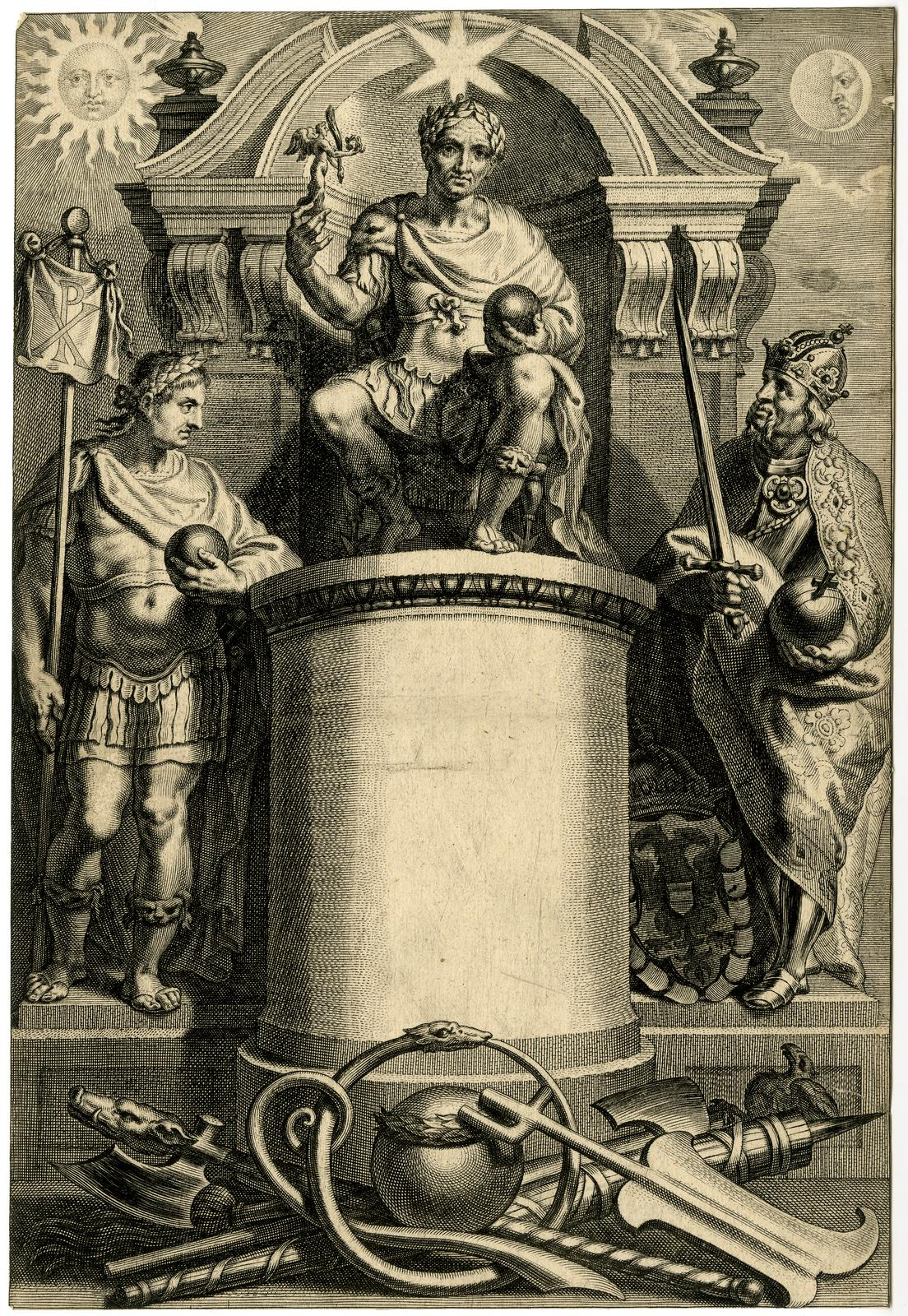
Титульный лист издания «Образы римских императоров». Ок. 1645. Гравюра К. Галле Первого по рисунку П. П. Рубенса.
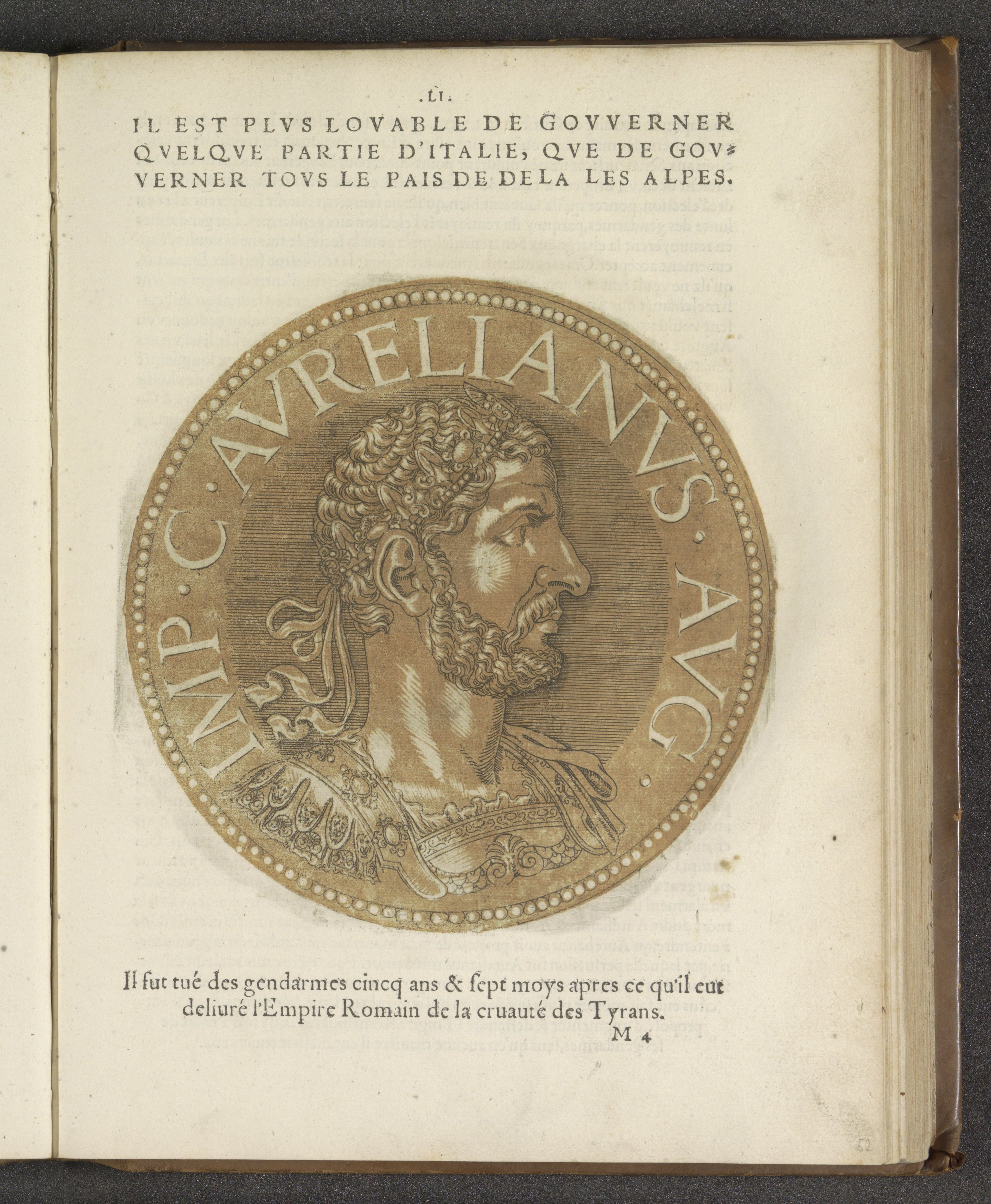
Портрет императора Аврелиана. Издание «Изображения почти всех императоров». Антверпен, между 1557 и 1559
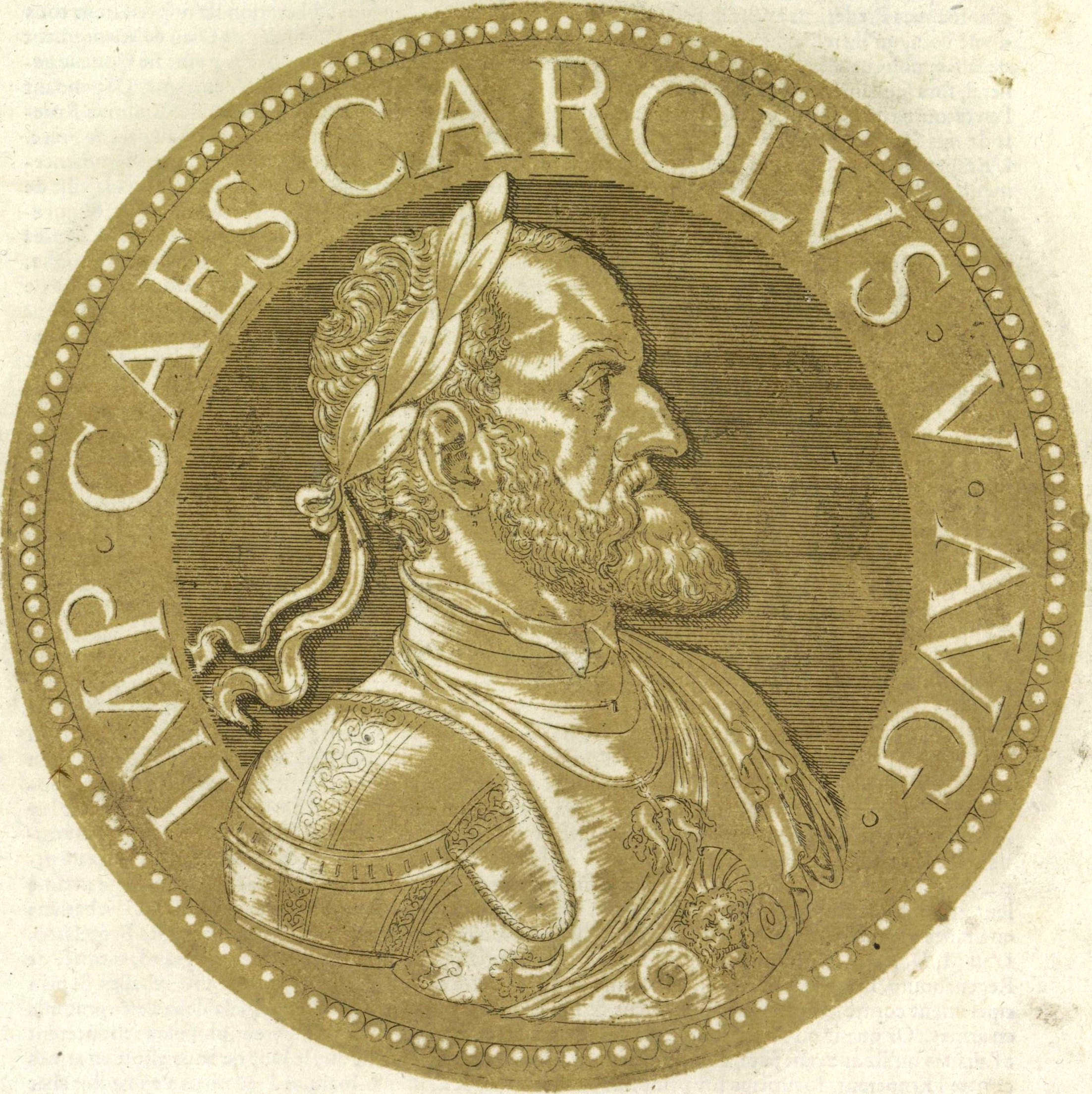
Император Карл V Габсбург

## Публикации
- Юлий Цезарь (Julius Caesar, 1567).
- Цезарь Август (Cesar Augustus, 1574).
- Сицилия и Великая Греция (Sicilia et Magna Graecia, 1576).
- Полное собрание сочинений (Opera Omnia, 5 Volumes, Antwerpen, 1644-45 & 1708):

I. Fasti magistratuum et triumphorum Romanorum, ab urbe condita ad Augusti obitum, ex antiquis numismatibus restituti Fasti item seculi, ad Capitolinos ab A. Schotto denuo instaurati et thesaurns rei antiquariae uberrimus.
II. C. Julii Caesaris, Augusti et Tiberii numismata, cum Ludovice Nonnii, Med. Ant., commentario.
III. Graeciae ejusque insularum et Asiae minoris numismata, cum ejusdem Nonnii commentario,
IV. Siciliae et magnae Graeciae historia ex antiq. numismat. illustr., cum scholiis A. Schotti.
V. Icones, vitae et elogia Imperatorum Romanorum: accedunt Imperatorum Romano-Austriacorum series, ab A1berto II usque ad Ferdinandum III, stylo et opera Caspari Gevartii.